# Jean-Luc Dubart
Jean-Luc Dubart (né le 29 décembre 1958 à Tournai) est un écrivain, conteur, essayiste, auteur dramatique, et poète belge.

## Biographie
Cadet d’une famille de trois enfants, Jean-Luc Dubart, après avoir effectué ses études primaires et secondaires chez les Frères des Écoles chrétiennes, entreprend des études de philosophie (licence et agrégation), de sciences religieuses (licence et agrégation), de sciences familiales et sexologiques (bachelier) à l'université catholique de Louvain. Professeur de philosophie et de religion dans l’enseignement supérieur, il écrit sur des thèmes très divers, s'intéressant aussi bien à la linguistique de la langue picarde, qu'à la vie des saints.  
En 2009, à la suite de la création de la HELHa (Haute École Louvain en Hainaut), il devient le directeur de la section Communication (formation de Bacheliers). En 2012, il intègre la Cellule Communication de la HELHa où il devient responsable du print et attaché de presse.  
Pensionné de la Fédération Wallonie-Bruxelles depuis le 1er septembre 2019.  
Poésie
Poète, il est l’auteur de : 
- Métaphysique de la Moisson (bourse littéraire d’encouragement de la Communauté française, 1989)
- La Haute Note Jaune (prix Charles-Plisnier, 1990) devenue après amendement Vincent Wilhem Van Gogh et son double, qui évoque la personnalité du peintre hollandais Ce texte est devenu un récital de poésie mis en scène par Jean-Marc Dierckx. Avec Danièle Munter, Jean-Marc Dierckx et Jean-Luc Dubart (percussions et récitant).
- Fors de Bout, Editions L'Arbre à Paroles, 1991
- Minuit approche, il subsiste encore une mesure (titre emprunté à Hölderlin), Editions l'Arbre à Paroles, 1993
- Les Chemins de la Croix (avec traduction en italien), Maison de la Poésie, 1997. Ce texte a fait l'objet d'un spectacle mis en scène par Jean-Marc Dierckx. Avec Danièle Munter, Muguette Cozzi, Michel Herman et Jean-Luc Dubart (percussions et récitant).
- Sur la terre comme au ciel, en collaboration avec Nicolas Verplancken, et portant sur les vitraux de l’église Art déco Henry Lacoste témoigne précisément des passerelles que Jean-Luc Dubart établit entre les arts[1].

Depuis 1990, Jean-Luc Dubart signe une chronique picarde dominicale pour le quotidien Nord Éclair (édition Tournai, Belgique). Touche-à-tout, il a abordé l’étymologie des noms propres picards, les ressemblances anglais-picard, néerlandais-picard), les homonymies et les faux-amis français-picard mais aussi : l’amour, la naissance, les fiançailles, le mariage, les funérailles avec leurs rites régionaux et leurs locutions picardes, les jeux d’antan, le corps, les maladies, les oiseaux, les plantes, etc. Un Dico picard (thématique) illustré par Serdu a été publié par l'Imprimerie provinciale du Hainaut en 2008. Le Dico Picard a fait l'objet de deux éditions. 
Etudes hagiographiques
Un article de 12 pages sur les saints guérisseurs de Picardie, rédigé en 1995 pour la revue "Aspects du Hainaut Occidental (éditeur responsable : Pierre Peeters), devient le début d’une belle aventure éditoriale : 
- Les Saints guérisseurs de Picardie (cinq tomes), Editions de l'Abbaye, Ath.
- Un volume de 340 pages reprenant l’ensemble des volumes (puis traduit en néerlandais), Editions de l'Abbaye, Ath, 2002.
- À quel saint se vouer ? : recueil de 3 000 motifs d’invocation avec le saint qui correspond (double entrée : saint - maladie ; maladie - saint), Editions de l'Abbaye, Ath, 2002.
- Les Saints et les Animaux (les saints vétérinaires), Editions de l'Abbaye, Ath, 2002.
- Dictionnaire des saints facétieux et imaginaires de Wallonie – les faux saints ou la sainte silicone vallée avec des illustrations de Serdu, Imprimerie Provinciale du Hainaut, 2004.
- Saint-Nicolas expliquée aux plus grands, avec des dessins de Robert Rolland, Editions Norina, 2004.
- A votre bonne… Chantez !, CD sur les saints qu'on boit, les saints de la fête (Hubert, Cécile, Catherine, Eloi, Barbe, Nicolas et Sylvestre), avec la participation des P'tits Rambiles et de la Royale Compagnie du Cabaret Wallon.

Chroniques à la RTBF
Cette dernière facette de sa personnalité a engendré aussi une présence hebdomadaire sur les antennes de la RTBF depuis janvier 2001 : 
- Avec Jean-Pierre de Boeck (L’Almanach de la semaine, de janvier à décembre 2001) ;
- Avec Guy Lemaire et Carine Bresse (de 2001 à 2006)
- À la dernière prestation hebdomadaire s’est ajoutée celle de VivaHainaut avec Stéphane Pollart et Jocelyne Tomme (chaque lundi entre 12h42 et 12h58) - cette présence est devenue plus sporadique à partir de juillet 2007.

Un ouvrage de Jean-Luc Dubart paru en avril 2006, Saints, traditions et... bons baisers reprend soixante-deux séquences écrites et enregistrées pour la RTBF, avec des illustrations de Robert Rolland. Editions à compte d'auteur, Jean-Luc Dubart. 
Contes et légendes
- Contes et légendes du pays hennuyer, Editions Mémor, Couleurs, 2005.

Philosophie
Le dernier recueil publié, Perles de sagesse reprend quelque 60 contes philosophiques qui invitent et incitent à la réflexion, à l'intériorité, au recueillement. Deux CD ont été inclus. Un récital poétique a été créé avec Sandra Heindryckx et Sarah Dubart, fille de Jean-Luc, au synthétiseur.
Professeur de Philosophie dans l'enseignement supérieur (dont le Paramédical), Jean-Luc Dubart a écrit des pièces sur le suicide, l'anorexie, l'automutilation, la maladie d'Alzheimer. 
Les Déjantés Gentils
Jean-Luc Dubart a créé en 2015 la troupe des Déjantés Gentils à l'occasion de la Fête des Artistes de Brunehaut. Elle est constituée d’une bande de joyeux drilles de cette entité aux talents complémentaires.
Christelle Lemaire, lauréate de nombreux prix picards en Belgique et en France, récite des textes savoureux et truculents en patois. 
Primée également lors des concours de VivaCité , Elie-Anne Gahide interprète des sketches et donne la réplique tant en français qu’en picard. 
Pétrie de refrains et de ritournelles, Violette Moulin pousse la chansonnette d'antan et de maintenant. 
Jean-Claude Destrebecq assure la régie et se prête volontiers au jeu souvent burlesque des sketches et des saynètes. 
Enfin, Jean-Luc Dubart écrit, met en scène et interprète textes et chansons. Percussionniste, Il accompagne aussi Violette à la batterie et au cajon. 
Jusqu'à présent (avril 2019), la Fête de l'Artiste - avec spectacle des Déjantés - a eu lieu à Bléharies, Wez-Velvain, Jollain-Merlin, Guignies, Howardries et Hollain. La prochaine est prévue en juin 2019 dans le village de Laplaigne. 
Les Déjantés ont aussi animé des Journées du Patrimoine (2018), une veillée de Noël (2018) ainsi que la commémoration des 75 ans de la libération de Rongy par les soldats de la Brigade Piron (2019). Spectacles également à Templeuve, Antoing (Centre de Lecture Publique, 2015, 2016, 2017, 2018, 2019, 2020) et Hérinnes (à l'invitation des seniors de l'entité, 2019).  
Récitation
Depuis plus de 10 ans, Jean-Luc Dubart récite des "Perles de Sagesse" dans le cadre du Concert de Noël de Laplaigne (Brunehaut). Ce concert (choristes, musiciens) est placé sous la baguette de Marie-Paule Chantry-Wacquier. 
Animation
Depuis 1985, Jean-Luc Dubart est reconnu par la Direction Générale des Affaires Culturelles du Hainaut en qualité d'animateur. Dont animateur en ateliers d'écriture. La DGACH s'appelle désormais Hainaut Culture Tourisme. 